# Михаљ Вашаш
Михаљ Вашаш (мађ. Vasas Mihály; Бекешчаба, 14. септембар 1933) је био мађарски фудбалер и менаџер. Учествовао је на Светском првенству у фудбалу 1958. године. Од познатијих клубова играо је за Шалготарјан БТЦ и МТК.

## Остварења

### Клуб
- НБ I:
  - друго место: 1962/63.
- Куп Мађарске у фудбалу: 
  - финалиста: 1958.
- Куп победника купова у фудбалу (КПК)
  - финалиста: 1963/64.
- Куп сајамских градова (КСГ)
  - полуфиналиста: 1961/62.

## Репрезентација
Године 1958. се два пута појавио у репрезентацији и постигао је два гола. Био је члан тима који је учествовао на Светском првенству у Шведској, али није играо. Играо је и за Б репрезентацију Мађарске у периоду 1956–57. и постигао је 3 гола. У периоду 1957/61. је девет пута играо и постигао је 6 голова.